# Nissan Pao
El Nissan Pao es un hatchback de estilo retro de tres puertas fabricado por Nissan en los años 1989-1991. Originalmente se vendió sólo en Japón en los Nissan Cherry Stores.
Anunciado por primera vez en el Espectáculo de Motor del Tokio en octubre de 1987, el Pao estuvo disponible en versiones con o sin techo solar textil. Originalmente era vendido sin la marca Nissan y tuvo que ser reservado entre el 15 de enero y el 14 de abril de 1989. Las órdenes fueron entregadas en tres meses, agotando la producción de 51.657 vehículos.
Debido a sus orígenes en Pike Factory, el Pao — junto con el Nissan Figaro, Be-1 y S-Cargo — son conocidos como Nissan  "Pike cars"
En 2011, el crítico de diseño Phil Patton, escribiendo para el New York Times, lo describió como "el colmo del posmodernismo" y "descaradamente retro, promiscuo, combinando elementos de Citroën 2CV, Renault 4, Mini [y] Fiat 500."

## Historia

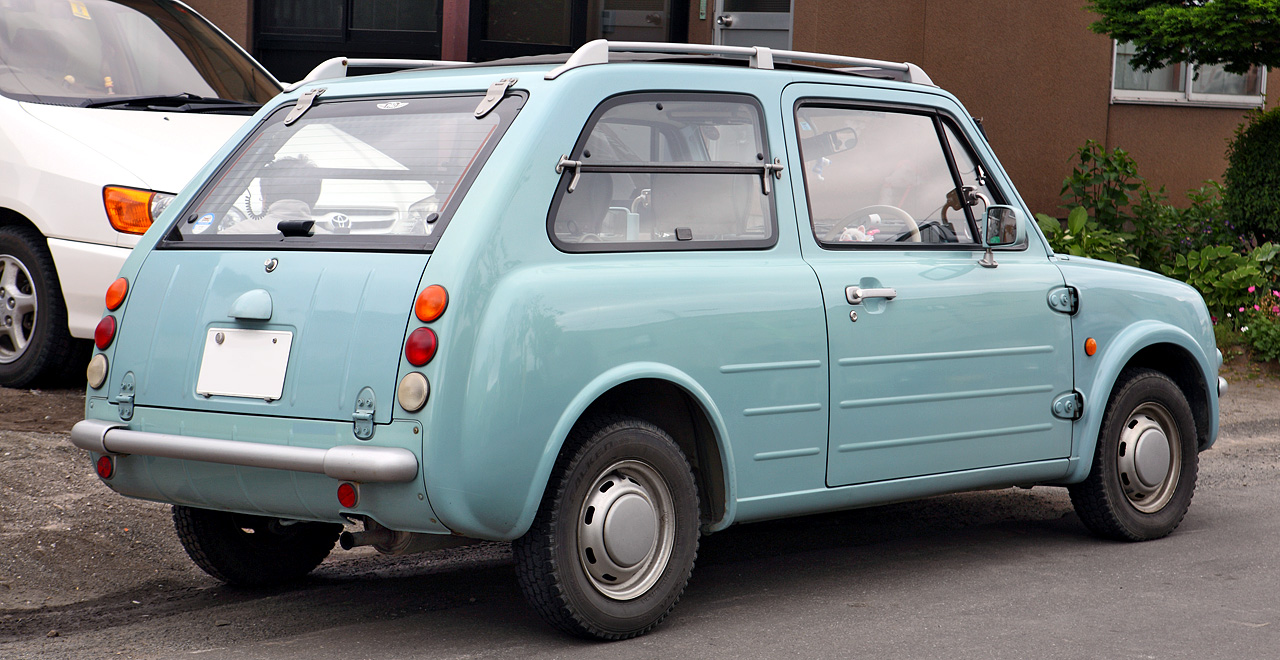
Nissan Pao Acabado en Aqua Gris (trasero)

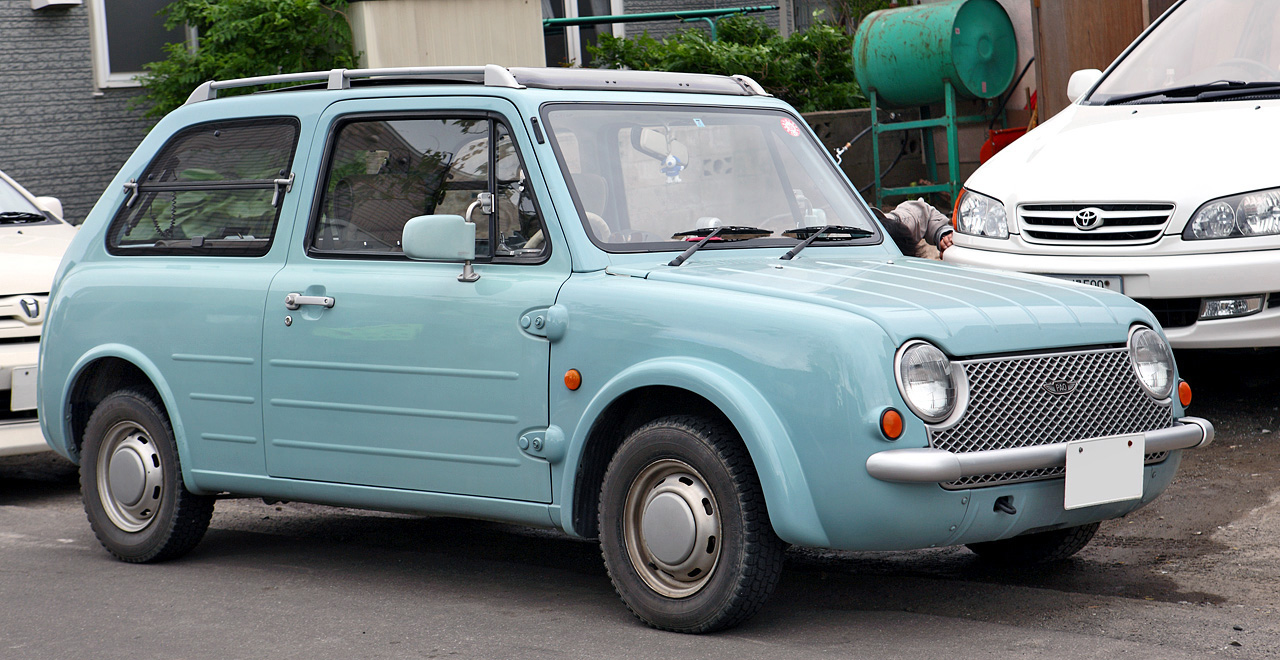
Nissan Pao (delantero)

Siendo parte de los "Pike cars" de Nissan, fueron diseñados como coches de moda retro, de ciudad, en el molde del Nissan Be-1. Este diseño incluyó bisagras exteriores al estilo Austin Mini de los años 60, que se habían puesto de moda en Japón, ventanas similares al Citroën 2CV, y un portón trasero dividido, similar al primer hatchback británico, el Austin A40 Farina Countryman.  El Pao, Figaro, Be-1 y S-Cargo fueron intentos de crear autos con diseños tan deseables como los de Panasonic, Sony y otros productos electrónicos personales.
Tenía un motor March/Micra 1.0L (987cc) con transmisión automática de tres velocidades o transmisión manual de cinco velocidades, siendo el de transmisión manual el más buscado. Este motor contaba con 52 CV (38 kW; 51 hp) a 6.000 revoluciones por minuto y 7,6 kgm (75 N.m) s 3.600 revoluciones por minuto.
El chasis incluía dirección con piñón y cremallera, suspensión independiente con puntales en la parte delantera y 4 enlaces y resortes en la parte posterior. Tenía frenos de disco en las ruedas delanteras y frenos de tambor en las ruedas traseras. Tenía una escotilla posterior, lo que significa que la sección de vidrio se abre hacia arriba y la parte inferior hacia abajo para crear la puerta trasera. El compacto Pao entregaba 5.5 L/100 km en  ciudad y 3.4 L/100 km a una velocidad constante de 60 km/h (37 mph). Los neumáticos eran de 155/SR12. El Pao fue ofrecido en cuatro colores: Gris Agua (#FJ-0), Gris Oliva (#DJ-0), Marfil (#EJ-I) y Terracota (#AJ-0).
Los "Pike cars" (exceptuando al Figaro) fueron diseñados por Naoki Sakai, que también había trabajado para Olympus. Sakai además ha ayudado en el diseño de vehículos Toyota, que se hacen eco de la serie Pike .

## Especificaciones
Número de tipo del vehículo: Nissan E-PK10
Modelos:
- Pao con transmisión manual de 5 velocidades (PK10GF) o con transmisión automática de 3 velocidades (PK10GA)
- Pao con techo solar con transmisión manual de 5 velocidades (PK10GF) o con transmisión automática de 3 velocidades (PK10GA)

Dimensiones y peso
- Longitud: 3,740 mm
- Ancho: 1,570 mm
- Altura: 1,475 mm  - 1,480 mm
- Distancia entre ejes: 2,300 mm
- Despeje del suelo: 165 mm
- Mínimo radio de curva.: 4.40 m
- Capacidad: 5 personas
- Peso de vehículo: 720 kg (1587,3 lb)  - 760 kg (1675,5 lb)
- Peso en bruto del vehículo: 995 kg (2193,6 lb)  (2,193.6 lb) - 1,035 kg (2,281.8 )

Consumo de combustible
- Ciudad:  5-velocidad 5.4 L/100  (44 mpg‑EE. UU.); automático 6.9 L/100 km (34 mpg‑EE. UU.)
- En firme 60 /h (38 mph): 5-velocidad 3. L/100 km (69 mpg‑EE. UU.); automático 4.3 L/100 km (55 mpg‑EE. UU.)

Motor
- Tipo: MA10S
- 4 cilindros - enfriado por agua
- Diámetro del cilindro y carrera: 68.0 x 68.0 mm
- Cilindrada total: 987 cc
- Proporción de compresión: 9.5:1
- Potencia (neto): 52 CV (38,2 kW; 51,3 HP) PS (38 kW; 51 ) en 6000 rpm
- Torque máximo (neto): 75 N·m (55,3 lb·pie) N⋅m (55 ) en 3600 rpm
- 1-bbl carburador
- Combustible y capacidad de tanque: sin plomo regular 40 L

Colores de interior
- Marfil (#EJ-I)
- Negro (#EJ-I)

Equipamiento estándar
- Dirección asistida
- Liberación de escotilla electromagnética
- Asiento de conductor regulable en altura
- Limpiaparabrisas intermitente
- Cinturones de seguridad sin tensión ELR
- Radio (AM/FM, sintonizador electrónico)
- 2 parlantes traseros